# Ennio Appignanesi

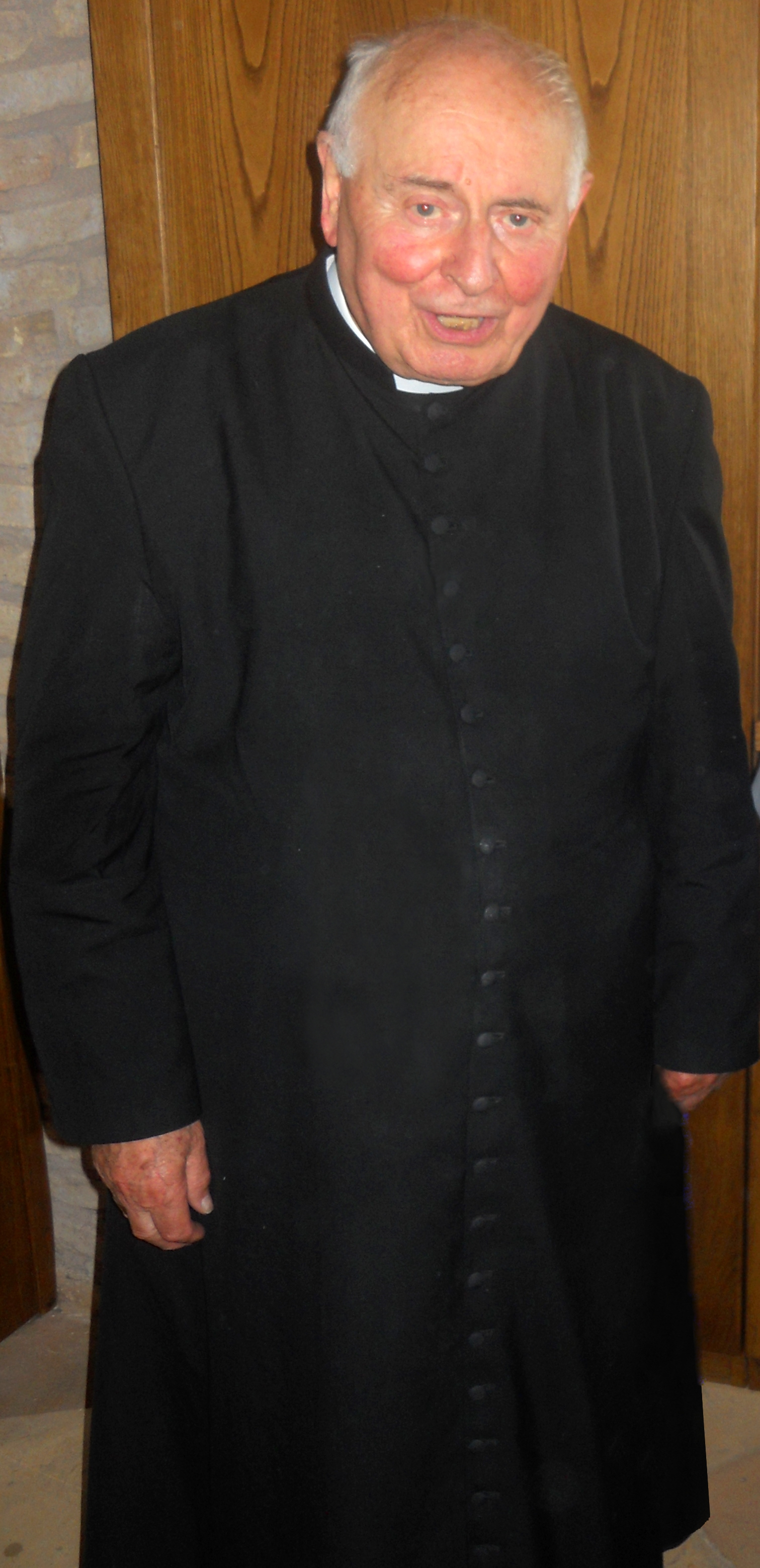
Erzbischof em. Ennio Appignanesi (Mai 2014)

Ennio Appignanesi (* 18. Juni 1925 in Belforte del Chienti, Provinz Macerata; † 26. März 2015 in Rom) war Erzbischof von Potenza-Muro Lucano-Marsico Nuovo.

## Leben
Ennio Appignanesi empfing am 8. April 1950 die Priesterweihe.
Papst Johannes Paul II. ernannte ihn am 20. Dezember 1980 zum Titularbischof von Themisonium sowie zum Weihbischof in Lucera und spendete ihm am 6. Januar 1981 im Petersdom die Bischofsweihe; Mitkonsekratoren waren Giovanni Canestri, Weihbischof in Rom, und Belchior Joaquim da Silva Neto CM, Bischof von Luz. Am 15. September 1983 wurde er zum Bischof von Castellaneta ernannt.
Am 3. Juli 1985 wurde er mit dem persönlichen Titel eines Titularerzbischofs von Lorium zum Vizegerent im Bistum Rom bestellt. Am 21. Januar 1988 wurde er zum Erzbischof von Matera-Irsina ernannt. Am 19. Januar 1993 wurde er zum Erzbischof von Potenza-Muro Lucano-Marsico Nuovo ernannt. Am 9. Januar 2001 nahm Papst Johannes Paul II. sein aus Altersgründen vorgebrachtes Rücktrittsgesuch an. Er war Kanoniker von St. Peter in Rom.